# Апсолутно црно тело
Апсолутно црно тело је физички модел идеалног тела које апсорбује све упадно електромагнетно зрачење, без обзира на фреквенцију или упадни угао уз то одржавајући топлотну равнотежу. Црна боја се види када одређена материја упије све зраке светлости, односно не одбије ниједну таласну дужину према нашем оку. Апсолутно црно тело се назива потпуни упијач светлости. Идеално црно тело не постоји, али га може прилично добро заменити шупљина са малим отвором која је толико непрозирна да једва одбија зрачење, будући да зрачење које уђе у ту шупљину готово да нема шансу да изађе.

## Зрачење апсолутно црног тела
Топлотно зрачење је електромагнетно зрачење свих тела која се налазе на температури изнад апсолутне нуле (0 К), односно зависи само од температура посматраног тела и стања његове површине. Пример топлотног зрачења је инфрацрвено зрачење које емитује електрични грејач. Особе у близини ватре или неког врућег тела ће осетити зрачење топлоте чак иако је околни зид јако хладан. Како температура буде даље расла, изнад 900 К, тело почиње жарити црвену, затим наранџасту, жуту, белу и плаву боју. Када се тело види бело то значи да постоји део ултраљубичастог зрачења.
Свако тело или материја емитује електромагнетно зрачење када је температура изнад апсолутне нуле.
Зрачење представља претварање топлотне енергије тела у електромагнетну енергију, и зато се зове топлотно зрачење. Обрнуто, свако тело или материја упија електромагнетно зрачење до неког ступња. Када тело упије целокупно зрачење које падне на њега, у целом распону таласних дужина, онда се оно назива идеално црно тело. Када идеално црно тело има равномерну распоређену температуру по површини, оно емитује карактеристичну расподелу фреквенција, која зависи од температуре. То се зове зрачење идеалног црног тела. Појам црног тела је идеализовано, оно у стварности не постоји.
У лабораторији, идеално црно тело се остварује са великим крутим телом које има шупљину, које има мали отвор, једнако распоређену температуру, комплетно је мутно и само врло мало одбија светлост. Тако рецимо, велика кутија, са гранитним зидовима, једнаке температуре и врло малим отвором представља врло добро приближење.
Ако има довољно велику температуру, идеално црно тело почне жарити. Драперова тачка је температура када круто тело почне тамно црвено светлети, а износи 798 К ({\displaystyle 525^{0}}C). Код 100 К отвор изгледа црвен, а када има 6000 К, изгледа бело. Код већих температура, било каква пећ, израђена од било којег материјала, добро је приближење идеалног црног тела. Ако постоје два идеална црна тела, онда ће према равнотежном стању зрачења, укупни интензитет зрачења које неко тело емитује, било то црно или не, бити једнако интензитету зрачења које то тело упије.
Идеално црно тело има коефицијент сивоће е=1. Овај коефицијент показује у којој мери неко тело одступа од модела црног тела. У пракси, то се сматра објект који може постићи више или једнако е=0,99. Испод тога се сматра сиво тело.
Пример скоро идеалног црног тела је супер црно тело, створено легуром никла и фосфора 2009. Тим јапанских научника је направио материјал још ближи својствима идеалног црног тела, једну врсту
угљених наноцевчица које упијају 98 до 99% улазне светлости у подручју спектра од ултраљубичастих зрака до инфрацрвених зрака.

## Закони који важе
Прорачун криве зрачења идеалног црног тела, био је један од главних изазова у теоријској физици
19. века. Године 1900. Планк оснива квантну механику с идејом да осциловањем атоми зраче енергију у тачно одређеним вредностима- квантима. Уводи закон расподеле енергија у спектру апсолутно црног тела који касније бива и експериментално доказан. За ове радове добија (1918) Нобелову награду. Дакле, проблем прорачуна криве зрачења идеалног црног тела решио је 1901. Макс Планк, поставивши Планков закон за идеално црно тело. Модел апсолутно црног тела је, како је већ наглашено, шупљина која се одржава на константној температури и коју зрачење, апсорбовано и емитовано атомима зидова те шупљине, испуњава равномерно у свим правцима. Ако би се на том телу направио сасвим мали отвор, онда би интензитет зрачења мереног на отвору био функција само фреквенције и температуре.
Планков закон описује интензитет (специфичну снагу) зрачења неполаризованог електромагнетног зрачења, код целог распона таласних дужина којег емитује идеално црно тело, зависно од термодинамичке температуре Т:
{\displaystyle I(v,T)={\frac {2hv^{3}}{c^{2}e^{\frac {hv}{kT}}-1}}Wm^{-1}sr^{-1}Hz^{-1}}
где је I - интензитет зрачења, или енергија по јединици времена, по јединици површине са које се емитује зрачење, по јединици просторног угла, по јединици фреквенције или таласне дужине, идеално црног тела,
при динамичкој температури Т, где је:
h - Планкова константа ({\displaystyle 6,626093x10^{-34}Ws^{2}})
c - брзина светлости у вакууму ({\displaystyle 2.99792458x10^{8}ms^{-1}})
k - Болцманова константа ({\displaystyle 1.380658x10^{-23}JK^{-1}})
v - фреквенција електромагнетског зрачења
Диференцирањем по v и изједначавањем са нулом, можемо добити највећу вредност интензитета зрачења.
Подразумевано, ради се о зрачењу нормалном на површину идеалног црног тела. Ако се посматра под било којим другим углом, онда је интензитет зрачења:
{\displaystyle I(v,T)\operatorname {cos} \alpha }
где је угао {\displaystyle \alpha } угао између нормале и правца посматрања.
Често, када се ради о инфрацрвеном делу спектра, оперативније је радити са таласном дужином у μм, {\displaystyle \lambda =10^{6}{\frac {c}{v}}}. Можемо извести спектрално зрачење по μм, {\displaystyle I_{\lambda }} записујући:
{\displaystyle I_{\lambda }|d\lambda |=I_{v}|dv|}
{\displaystyle I_{\lambda }=|{\frac {dv}{d\lambda }}|I_{v}={\frac {10^{6}c}{\lambda ^{2}}}L_{v}}
Заменимо горе и добијемо:
{\displaystyle I_{\lambda }={\frac {2x10^{2}4hc^{2}}{\lambda ^{5}e^{\frac {10^{6}hc}{\lambda kT}}-1}}Wm^{-2}sr^{-1}\mu m^{-1}}
Такође, и у овом случају, диференцирањем и изједначавањем са нулом добијемо {\displaystyle \lambda _{max}}.
Таласну дужину максималног интензитета зрачења даје нам и Винов закон померања максимума:
{\displaystyle \lambda _{max}={\frac {b}{T}}}
Где је {\displaystyle b} Винова константа померања и износи {\displaystyle 2.897768551x10^{-3}mK}.
Поред промене таласне дужине зрачења, промена температуре доводи и до промене интензитета зрачења. Штефан-Болцманов закон нам даје укупну количину енергије коју израчи црно тело по јединици своје површине и каже да је пропорционална четвртом степену његове температуре:
{\displaystyle F=\sigma T_{ef}^{4}}
где је σ Штефан-Болцманова константа и износи {\displaystyle 5.67x10^{-8}{\frac {W}{m^{2}K^{4}}}}.
Интензитет зрачења за одређено подручје фреквенција {\displaystyle [v_{1},v_{2}]} или за одређено подручје таласних дужина {\displaystyle [\lambda _{1},\lambda _{2}]=[{\frac {c}{v_{2}}},{\frac {c}{v_{1}}}]} се може добити интегрисањем функција:
{\displaystyle \int \limits _{v_{1}}^{v_{2}}I(v,T)\,dv=\int \limits _{\lambda _{2}}^{\lambda _{1}}I(\lambda ,T)\,d\lambda }
Са опадањем температуре опада и највећа вредност интензитета зрачења и помера се према већим таласним дужинама.
Црно тело емитује зрачење у термалној равнотежи, т.ј. емитује зрачење на константној температури. То зрачење се зове зрачење апсолутно црног тела, а описано је Планковим законом зрачења, у зависности од таласне дужине λ:
{\displaystyle B_{\lambda }(T)={\frac {2hc^{2}}{\lambda ^{5}}}~{\frac {1}{e^{\frac {hc}{\lambda kT}}-1}}}
где је Т температура, c брзина светлости у вакууму, k Болцманова константа и h Планкова константа.

## Емисија зрачења људског тела
Као и сва материја, тако и људско тело зрачи електромагнетско зрачење, али углавном у подручју инфрацрвеног зрачења. Нето зрачење је разлика између емитоване снаге и упијене снаге:
{\displaystyle P_{net}=P_{emit}-P_{absorb}}
Користећи Штефан-Болцманов закон:
{\displaystyle P_{net}=Aq(T^{4}-T_{0}^{4})}
Укупна површина одрасле особе је око 2 {\displaystyle m^{2}}, и у подручју средње и далеко инфрацрвене емисије коже и одеће, коефицијент емисије отприлике је сличан, као и за све неметалне површине и приближно једнак 1. Температура коже је око {\displaystyle 33^{0}} C, али одећа то снижава на око {\displaystyle 28^{0}} C, док претпостављамо да је температура околине {\displaystyle 20^{0}} C. По томе испада да је губитак топлоте зрачењем људског тела:
{\displaystyle P_{net}=100W}
Укупна енергија коју зрачи човек у једном дану је око 9 МЈ или око 2 000 kcal коју човек мора надокнадити храном. Постоје и други облици провођења топлоте, као што је конвекција топлоте и
испаравање (људски зној), док је кондукција топлоте занемарљива. Ако човек врши неку физичку активност, онда се вишак топлоте ослобађа појачаним знојењем. Зато је губитак топлоте зрачењем људског тела од 100 W само груба процена, али се узима у прорачунима климатизације као чињеница коју треба узети у обзир.
Применом Виновог закона померања на људско тело, добијемо највећу вредност зрачења од:
{\displaystyle {\lambda }_{max}={\frac {2.898x10^{6}Knm}{305K}}=9500nm}
Зато ако посматрамо људско тело са инфрацрвеним уређајима, они морају бити осетљиви у подручју од 7000 до 14000 nm.

## Реализација апсолутно црног тела
Апсолутно црно тело се може направити од изоловане кутије на којој се направи мали отвор. На тај начин, за сноп светлости који упадне у кутију једини начин да изађе напоље је да рефлектујући се о зидове кутије погоди отвор. Како је отвор мали, а кутија по димензијама много већа од њега, зрак ће буквално остати заробљен у кутији и систем ће се понашати као апсолутно црно тело.